# Abolboda neblinae
Abolboda neblinae är en gräsväxtart som beskrevs av Bassett Maguire. Abolboda neblinae ingår i släktet Abolboda och familjen Xyridaceae. Inga underarter finns listade i Catalogue of Life.